# Ghylaine Manet
 (mai 2025).
Motif : Où sont les sources secondaires, centrées sur Ghylaine Manet et indépendantes qui montrent que les critères d'admissibilité sont atteints ?
- Archive Wikiwix
- Bing
- Cairn
- DuckDuckGo
- E. Universalis
- Gallica
- Google
- G. Books
- G. News
- G. Scholar
- Persée
- Qwant
- (zh) Baidu
- (ru) Yandex
- (wd) trouver des œuvres sur Wikidata

| 1. | Préciser le motif de la pose du bandeau. | Précisez le motif de la pose du bandeau en utilisant la syntaxe suivante : {{admissibilité à vérifier\|date=juin 2025\|motif=remplacez ce texte par le motif}}                      |
| 2. | Informer les utilisateurs concernés.     | Pensez à avertir le créateur de l'article, par exemple, en insérant le code ci-dessous sur sa page de discussion : {{subst:avertissement admissibilité à vérifier\|Ghylaine Manet}} |

 (avril 2025).
Ghylaine Manet, née le 10 octobre 1943 à Paris, est une ancienne professeur de français et de philosophie, devenue sophrologue et formatrice et superviseur en sophrologie. Portée par les thérapies nouvelles, en 1981 elle rencontre Jean-Pierre Hubert le fondateur de la sophro-analyse et collaborateur d'Alfonso Caycedo. En 1990, elle devient collaboratrice de Jean-Pierre Hubert et en sa compagnie, participe activement à la diffusion de la sophrologie analytique et médicale dans le Pacifique.   

## Formation
De 1981 à 1984 elle suit sa formation de sophrologue à Paris avec Jean-Pierre Hubert, l'un des fondateurs de la sophrologie, à la Faculté européenne de Sophrologie qui proposait une sophro-analyse s’appuyant sur le cycle supérieur de Johannes Schultz. En 1985 elle assiste à l’Hôpital de la Salpêtrière à la venue d'Alfonso Caycedo à Paris. Elle était présente à sa conférence à la Salpêtrière.  Avec Jean-Pierre Hubert, qui était en rupture avec la sophrologie d'Alfonso Caycedo, une collaboration étroite s’installe au cours des années tant sur le plan de la pratique analytique que personnel. Elle participe au fondement de la sophrologie analytique avec lui. En 1998 Jean-Pierre Hubert signe la préface de son livre: Respirez la Vie: « Ghylaine Manet présente une sophrologie qui est la synthèse de différents courants de pensée ». Lors d'un interview en 2006 il dit: « Je souhaite un avenir sérieux à la sophrologie et ce que je voudrais c'est que nous puissions passer le relais alors avec Madame Manet je sais que je l'ai passé ». En 2009 il signe une convention qui donne les droits à Ghylaine Manet afin qu'elle continue leur travail commun sur la sophrologie.
En 1999 elle ouvre l’école « Sophro-vie Center » renommée en 2008 « Faculté européenne de sophrologie analytique et comportementale » : La F.E.S.A.C qui délivre depuis 3 Diplômes: sophrologue-pédagogue, sophrologue-analyste et sophrologue-thérapeute. 
En 2002, elle poursuit son cursus par une supervision didactique et une formation de psychanalyste avec J.-D. Nasio aux Séminaires de la Société psychanalytique de Paris (SPP) et en 2014 J.-D. Nasio certifie que Ghylaine Manet supervise avec lui les cures psychanalytiques des patients dont elle a la charge, et ce depuis 2002. 
En 2007 elle crée l’ « Institut Milton Erickson du Pacifique et de Nouméa », à Nouméa qui est une Association loi de 1901 et qui inclut les professions de santé du Pacifique, de Tahiti, de toute la Polynésie Française, et de la Papouasie-Nouvelle Guinée. L’institut est membre de la Confédération francophone d’hypnose et de thérapie brève.
Elle forme des sophrologues et des professionnels de santé à la Faculté européenne de sophrologie analytique et comportementale à Nouméa. Elle est psycho praticienne FF2P, hypnothérapeute de la CFHTB, praticienne certifiée EMDR Europe
Depuis 1999 elle donne des consultations dans son cabinet de Nouméa et de Paris, forme des sophrologues, donne des conférences et écrit des livres sur la sophrologie et la psychothérapie.

## Introduction de l'hypnose dans la sophrologie
En 2005 Ghylaine Manet devient hypnothérapeute à la suite d'une formation en hypnose ericksonienne du Dr Patrick Bellet. L’hypnose écartée par Alfonso Caycedo « J’ai décidé de rompre avec cette ambiance pour me consacrer à une psychiatrie plus sérieuse » écartée aussi par Jean-Pierre Hubert était celle de Jean-Martin Charcot, bien loin de l’hypnose ericksonienne. 
Mais pour Ghylaine Manet, en sophrologie, on en revient à l’état hypnotique avec une ouverture sur l’inconscient,  « réservoir des ressources du patient » pour qu'il trouve la solution à son problème par lui-même. C’est la psychothérapie de Milton H. Erickson, le « sage de Phoenix ».
Elle choisit également de s’intéresser à la thérapie brève d’une autre psychothérapeute américaine Francine Shapiro qui, en 1989, a initié l’EMDR « par les mouvements oculaires, qui désensibilise et reprogramme le cerveau ». Passionnée par cette thérapie qui complète toutes ses autres formations, elle se forme à cette technique neurologique à partir de 2007 avec Patrick Zillhardt qui est psychanalyste et psychothérapeute et qui signe la préface de son livre « Choisissez bien votre psy » : « Ce livre propose un vaste panorama des appareils conceptuels et méthodologiques actuels ». 

## Un nouveau courant en sophrologie
Pour Ghylaine Manet comme pour Jean-Pierre Hubert, la sophrologie d'Alfonso Caycedo ne peut convenir à tous ceux qui souffrent profondément des traumatismes du passé, de l’emprise de leur entourage, du harcèlement, des violences, des addictions, des ruptures, des deuils. Il est fondamental  de dépasser la sophrologie caycédienne par une psychothérapie analytique individuelle « La sophrologie peut aussi être analytique, dans la mesure où le sophrologue a suivi une analyse didactique personnelle »,. Pour elle qui suit une sophro-analyse dès 1984, ce terme a du succès mais il est utilisé parfois sans aucune légitimité et propose le terme de sophrologue-analyse.
Dans le courant de Ghylaine Manet, il faut revenir impérativement à l’état hypnotique avec une ouverture sur l’inconscient. Dès 2005 elle commence ses séances par des méthode sophroniques suivie par de l’hypnose ,.
Ce nouveau courant est le choix de voies thérapeutiques complémentaires (Sophrologie caycedienne, psychanalyse, hypnose, relaxation dynamique, naturopathie, avec une ouverture spirituelle) et au vu de résultats allégués, supposés permettre aux patients d’être mieux traités. On peut trouver dans ses principaux ouvrages plus de 150 consultations (accompagnées d'une analyse).
En tant que sophrologue, elle ne cesse de rappeler à ses étudiants et lors de ses conférences qu'avec l'utilisation de ces voies thérapeutiques complémentaires « Vous pouvez établir un diagnostic rapidement et traiter vos patients dans un temps bien plus court ».

## Activités de presse et médias
Le 8 Juillet 1991, premier interview dans Les Nouvelles Calédoniennes, « Halte à l'échec scolaire par la sophrologie  ».
Le 19 Novembre 2003, entretien sur la psychothérapie dans Les Nouvelles calédoniennes.
De 2006 à 2016, publication de 21 articles dans le Bulletin Médical de Nouvelle Calédonie. A travers ses articles elle a apporté aux professionnels de santé du territoire Calédonien la sophrologie, l'EMDR et l'hypnose médicale.
En 2009 et 2010, interview par le sophrologue Alain Giraud sur son travail dans le magazine Santé Intégrative,.
Le 28 Février 2013, invité du jeudi dans Les Nouvelles Calédoniennes.
Le 2 Octobre 2018, participation sur  Nouvelle-Calédonie La 1ère à un débat télévisé,.
Le 7 Novembre 2018, interview paru dans Les Nouvelles calédoniennes « Face au mal-être, c'en est fini de la passivité »,.
En 2023, interview sur l'amour au travail dans l'émission Ligne Directe du 15 mars 2023 de Nouvelle-Calédonie La 1ère, une émission interactive où les auditeurs parlent, réagissent et témoignent. Elle donne la même année un interview TV sur ITV Caledonia qui décrit tous les points essentiel a aborder en Sophrologie.

## Œuvres
- A l'ombre de Marcel Proust (roman), Éditions NIZET], 1978
- Vivons l'école autrement par la sophrologie (sophrologie), ESF éditeur, 1991
- Respirez la vie avec la sophrologie (sophrologie), Éditions Érès, 1998
- Dans un léger froissement de l'âme (poèmes), Société des poètes français, Vital Heurtebise, 2011
- Le guetteur de l'aurore (roman), Société des poètes français, Vital Heurtebise, 2013
- Choisissez bien votre psy (psychologie), 2018, Lire en ligne
- Prélude au retour (poèmes), Diffusé par l’Étrave], 2022
- Trouvez la psychothérapie qui vous convient - Conseils, méthodes et cas pratiques (psychologie), Éditions Ellebore], 2022

## Conférences données dans les Congrès
- Paris, l'AFFDU (Association française des femmes diplômées des universités) en 1993[34]
- St Malo, Hypnose et Thérapies Brèves en Septembre 2010[35]
- Paris, Couple et les turbulences du couple à la société française de Paris de sophrologie en Décembre 2011[36]
- Nouméa, Sophrologie et les techniques complémentaires le 28 Mars 2013[37]
- Paris, Palais des congrès, XXème Congrès international : Hypnose clinique : I.S.H. et CFHTB en Août 2015[38]
- Montréal, Hypnose et l’auto hypnose le 23 Aout 2018
- St Malo, Hypnose et douleur le 17 Mai 2022[39],[40]
- Bordeaux, Forum Hypnose & Thérapies Brèves en Mai 2024[41]